# Le Voile d'Isis
Ne doit pas être confondu avec Voile d'Isis ou Le Voile d'Isis. Essai sur l'histoire de l'idée de nature.
Le Voile d'Isis, « organe hebdomadaire du Groupe indépendant d'études ésotériques de Paris », (1890-1935), est une revue ésotérique française publiée à Paris par la Librairie générale des sciences occultes (« Bibliothèque Chacornac »,  (ISSN 0767-1083)) et fondée par Papus (Dr Gérard Encausse).
Cette revue était consacrée à l'occultisme et à l'ésotérisme au sens large, incluant l'astrologie, la franc-maçonnerie, le martinisme, entre autres. 
Le nom de la revue est une allusion aux inscriptions sur le fronton du temple de la divinité Neith à Saïs, rapportées par Plutarque : « Je suis tout ce qui est, tout ce qui a été et tout ce qui sera, et nul mortel n'a encore osé soulever mon voile. ».
Sa périodicité était hebdomadaire ou mensuelle.
De 1923 à 1929, elle fut dirigée par Paul Redonnel qui entra en conflit avec René Guénon dans ses colonnes.

## Contributeurs
- Ernest Bosc
- Jean-Gaston Bourgeat
- Joanny Bricaud
- Alphonse Bué
- Marcel Clavelle
- Grillot de Givry
- René Guénon
- Léonce de Larmandie
- Paul Marchand
- Victor-Émile Michelet
- Ch. d'Orino
- Papus
- Paul Redonnel (Ian Mongoï)
- Han Ryner
- Sédir
- Georges Tamos
- Gaboriau

## Note
1. ↑  Plutarque, « Isis et Osiris », chap. 9. Cette célèbre inscription fut ainsi commentée par Kant : « On n'a peut être jamais rien dit de plus sublime ou exprimé une pensée de façon plus sublime que dans cette inscription du temple d'Isis (la Mère Nature) », Critique de la faculté de juger, Section I, livre II, §49.